# Albal
Albal ist eine Gemeinde in der spanischen Provinz Valencia. Sie befindet sich in der Comarca Huerta Sur. 

## Geografie
Das Gemeindegebiet von Albal grenzt an das der folgenden Gemeinden: Catarroja, Beniparrell, Silla und Alcàsser, alle in der Provinz Valencia gelegen. Die Gemeinde gehört zum Ballungsraum Valencia.

## Demografie
| 1900  | 1930  | 1950  | 1970  | 1981  | 1991  | 2000   | 2019   |
| ----- | ----- | ----- | ----- | ----- | ----- | ------ | ------ |
| 2.293 | 3.100 | 4.069 | 7.203 | 8.101 | 9.109 | 11.973 | 16.399 |